# احمد مؤید بالله
ابوالحسین احمد بن حسین بن هارون الاقطع آمُلی فقیه، ادیب و شاعر و محدث و امام شیعهٔ زیدی معروف به سید مؤید باالله بود. وی برادر یحیی ملقب به ناطق بالحق و از پیشوایان زیدیه ایران، طبرستان و معاصر صاحب بن‌عباد بود؛ و با برادر کوچکتر خود به برادران هارونی معروف بودند. این دو از خانواده بطحانی بودند. پدر وی شیعهٔ اثنی‌عشری بود و خود او برادر او نیز نخست دارای این مذهب بودند و بعد به فرقهٔ زیدیهٔ پیوستند. آملی در پی کسب دانش به بغداد رفت و نزد دایی خود ابوالعباس احمد بن ابراهیم درس خواند. بعد به همدان رفت و نزد قاضی‌القضات عبدالجبار همدانی درس خود را به پایان رسانید و در فقه و اصول و نحو و لغت عربی و حدیث و درایت تبحر یافت و آراء فقهی او از سوی زیدیان ایران و کوفه و حجاز و یمن پذیرفته شد. وی در فصاحت شهره بود، چنان‌که نثر وی را در کتابی که در پاسخ قابوس بن وشمگیر دربارهٔ فضائل علی بن ابی طالب نوشت معجزه مانند دانسته‌اند. در دیلمستان با او به خلافت بیعت کردند و مدت حکومت او بیست سال طول کشید.

## زندگی‌نامه
نام کامل او ابوالحسین احمد بن حسین بن هارون الاقطع بن حسین بن محمد بن هارون بن محمد بن قاسم بن حسن بن زید بن حسن بن علی بن ابی طالب (ع) بوده‌است. وی در سال ۳۳۳ هجری قمری در آمل زاده شد. مادرش هم زنی علوی از فرزندان علی بن عبدالله حسینی عقیقی بود. نزد احمد بن ابراهیم علوی به تحصیل علم پرداخت و پس از آن بود که تغییر مذهب داد و از امامیه به زیدیه رسید. فقه زیدیه و حنفیه را نیز نزد ابوالحسن علی بن اسماعیل بن ادریس، از دانشمندان معروف طبرستان، فرا گرفت. از برخی اطلاعات مربوط به احوال او، مثلاً شاگردیش نزد قاضی عبدالجبار مشخص است که پیش از قیام و حکومت، مدتی در ری بوده‌است. او در ری و سپس در گیلان به مقابله با اسماعیلیان شتافت. پس از ری مدتی هم به اهواز نزد قاضی‌القضات ابو احمد بن علان رفت.
المؤید دو بار در شرق گیلان قیام کرد. یکی در ایام صاحب بن عباد در سال ۳۸۰ هجری و دیگری چند سال بعد. مشخص نیست چه زمانی در ری قیام کرده، ولی در گیلان و دیلم قیامش موفق به جمع کردن مردم شد ولی ابوالفضل الناصر علوی به رقابتش برخاست و چون از نوادگان ناصر کبیر بود، گیلانی‌ها به او پیوستند. المؤید توانست شیرزیل (شیر دل)، از امرای محلی هوسم، را شکست دهد. یک سال بعد شیرزیل با لشکری برگشت و او را اسیر و تبعید کرد و نهایتاً با پرداخت فدیه المؤید آزاد شد. المؤید به ری و سپس آمل رفت. در آمل مردم به او اقبال نشان دادند و او مجدداً به هوسم رفت و این بار به نبرد با ابو زید الثائری پرداخت و باز هوسم را گرفت. چون نتوانست مقرری سربازان را بپردازد و از نسل ناصر کبیر هم نبود، مردم او را رها کردند و دوباره به ابو زید پیوستند. او به گیلان گریخت ولی تلاش ناموفق دیگری هم در این دوره داشت که به شکست انجامید.
او در سومین بازگشت به ساحل دریای خزر این بار لنجا را که در قلمروی دیلمیان قاسمی بین هوسم و چالوس قرار داشت را به عنوان اقامتگاه خود برگزید. نبرد دیگری به ابوالفضل الناصر و ابو زید ثائری درگرفت که ثائری پس از شکست در آن نزد مؤید آمده و از او کمک خواست. المؤید به دیلمان آمد و همان‌جا بماند و با استندار صلح کرد و آنگاه روی به طبرستان نهاد. این بار کیا ابوالفضل (ابوالفضل الناصر) که صاحب هوسم بود، استندار ابوجعفر و پسر او خسروشاه، امیر پادوسپانیان رویان و والیان دشت و کوهستان کلار و دیلمان به او پیوستند. آمل در آن وقت در قلمرو قابوس بن وشمگیر بود و مؤید به والی علوی آن حمله کرد گرچه در ابتدا موفق بود ولی نهایتاً شکست خورد و باز هم گریخت. ابوعبدالله الحناطی پس از قتل‌عام طرفداران المؤید توسط قابوس بن وشمگیر این افراد را شهید خواند و المؤید را امام زمان پس از ناصر کبیر دانست و گفت در هر ۱۰۰ سال امامی از اهل بیت قیام می‌کنند.
دوباره به دیلم رفت و قصد داشت مجدداً قیام کند ولی ضمن شکست‌هایی، وقتی موفق به جمع‌آوری سپاه درخوری شد، فخرالدوله دیلمی از آل بویه قصد برانداختن او کرد و صاحب بن عباد را به آن نواحی فرستاد. صاحب او را امان داد و به ری برد و در درگاه فخرالدوله ماند. مؤید نهایتاً به دیلمان بازگشت و اندکی بعد در روز عرفهٔ سال ۴۱۱ هجری در ۷۹ سالگی همان‌جا در گذشت و روز عید قربان در لنجا دفن شد. مقبره‌اش مشهور و مزار مردم آن نواحی بود.

## آثار
المؤید را در فنون ادب و فقه و کلام و اصول فقه صاحب کمالت دانستند. در جوانی در مجالس علمی و ادبی صاحب بن عباد شرکت می‌کرد و از جمله استادان بزرگش قاضی عبدالجبار معتزلی است که المؤید چون قدرت یافت، او را به بیعت با خود دعوت کرد. زیدیان یمن هم او را به امامت شناخته‌اند.
از آثار مهم او عبارتند از:
- کتاب التجرید، در فقه زیدی بر اساس نظر الهادی الی الحق که گویا خود آنرا در ۴ جلد شرح کرده بوده
- کتاب البلغه نیز در فقه الهادی
- کتاب النبوات در اصول عقاید
- کتاب التبصره نیز در اصول عقاید
- کتاب الافاده در فقه
- سیاسه المریدین

همچنین جوابیه‌ای بر نوشتار قابوس بن وشمگیر، که در مدح خلفای چهارگانه بود، نوشت که از لحاظ ادبی یک شاهکار به‌شمار می‌رفت. ابن اسفندیار از دیوان اشعار بزرگ او یاد کرده.

## میراث
المؤید بعد از فعالیت‌های متعدد به منطقه لنجا در دیلم رفت و تا آخر عمر در آنجا زیست و همانجا نیز رحلت نمود. ابوالقاسم الحسین و ابوطالب یحیی دوم (که در دههٔ ۵۷۰ هجری در دیلمان خروج کرد) از نوادگان المؤید هستند. همچنین ابوطالب یحیی الناطق بالحق برادر سید المؤید نیز شخص برجسته‌ای در میان علویان بوده است.